# Place de la République populaire de Donetsk
Ne doit pas être confondu avec République populaire de Donetsk.
 (juin 2022).
La place de la République populaire de Donetsk est une voie publique de Moscou.

## Situation et accès
Elle est située à la limite du district d’Arbat et du district de Presnensky entre le boulevard Novinsky (ru) et la rue Koniouchkovskaïa (ru).

## Origine du nom
Le nom de la place de la République populaire de Donetsk provient du nom d'un des deux territoires séparatistes du Donbass, la République populaire de Donetsk, dont la Russie a reconnu l'indépendance en février 2022, avant d'envahir l’Ukraine.
Cette nouvelle adresse officielle est choisie à la suite du vote en ligne organisé par les autorités moscovites et auquel 278 684 personnes ont participé, selon celles-ci,.

## Historique
En mai 2022, les autorités moscovites organisent un vote en ligne en vue de renommer la voie baptisée « rue Bolshoi Devyatinsky ». Les électeurs peuvent  choisir entre quatre options : « place des défenseurs du Donbass », « place du héros de Russie Vladimir Joga », « place de la République populaire de Donetsk » ou s’en remettre à la délibération du conseil municipal de Moscou. Le 22 juin 2022, « place de la République populaire de Donetsk »  emporte le scrutin en obtenant pratiquement 45 % des suffrages,. 

## Bâtiments remarquables et lieux de mémoire
- no 8 : L’ambassade des États-Unis en Russie[1].